# Trichura cyanea
Trichura cyanea är en fjärilsart som beskrevs av William Schaus 1872. Trichura cyanea ingår i släktet Trichura och familjen björnspinnare. Inga underarter finns listade i Catalogue of Life.